# Consiglio per la sicurezza e la difesa nazionale dell'Ucraina
Il Consiglio per la sicurezza e la difesa nazionale dell'Ucraina (in ucraino Рада національної безпеки і оборони України?) o CSDN (in ucraino РНБО/RNBO?) è un organo consultivo statale del presidente dell'Ucraina.
Tale organo è incaricato di sviluppare una politica di sicurezza nazionale su questioni interne e internazionali fornendo consulenza al Presidente dell'Ucraina (attualmente Volodymyr Zelens'kyj). Tutte le sessioni del consiglio si svolgono nel edificio amministrativo presidenziale. Dal 18 luglio 2025 il Consiglio è guidato dal segretario Rustem Umjerov, ex ministro della difesa. 
Dal 2014, l’organo ha ricevuto poteri ampliati, inclusa la possibilità di imporre sanzioni. Durante la presidenza di Volodymyr Zelens'kyj, a partire dal 2021, il Consiglio per la sicurezza e la difesa nazionale dell'Ucraina (CSDN) ha iniziato a utilizzare attivamente le sanzioni contro cittadini ucraini, suscitando critiche da parte di difensori dei diritti umani e giuristi, che considerano tale pratica contraria ai principi dello Stato di diritto e motivata politicamente.
A seguito dell'invasione russa dell'Ucraina, quasi tutti gli incontri si svolgono esclusivamente presso il Quartier generale del comandante supremo dell'Ucraina.

## Funzioni

### Sanzioni contro i cittadini ucraini
La politica sanzionatoria del Consiglio di sicurezza e difesa nazionale dell’Ucraina (NSDC) è stata ampiamente criticata per l’applicazione di misure restrittive individuali contro i cittadini ucraini senza una decisione giudiziaria, in violazione della Costituzione ucraina e dei principi fondamentali dello Stato di diritto. Le sanzioni sono imposte con una decisione del NSDC sulla base della Legge “Sulle sanzioni”, ma il meccanismo non prevede l’intervento dei tribunali, contraddicendo gli standard giuridici dell’Unione Europea e di altri stati democratici.
Organizzazioni per i diritti umani, come il Centro per le Libertà Civili, l’Unione ucraina per i diritti umani di Helsinki e il Gruppo di protezione dei diritti umani di Charkiv, hanno denunciato l’incostituzionalità di tale pratica. Sottolineano che il NSDC è un organo politico privo di autorità per esercitare funzioni quasi-giudiziarie. Nel febbraio 2025, diverse organizzazioni per i diritti umani ucraine hanno rilasciato una dichiarazione congiunta contro l’uso delle sanzioni per esercitare pressioni sull’opposizione politica.
Secondo i critici, il meccanismo delle sanzioni è sempre più utilizzato come strumento politico dal presidente in carica Volodymyr Zelens'kyj per eliminare avversari politici e rafforzare il controllo sui media e sul settore imprenditoriale. Tra i soggetti colpiti dalle sanzioni figurano politici dell’opposizione, giornalisti e imprenditori, tra cui il quinto presidente dell’Ucraina Petro Porošenko,  gli uomini d’affari Ihor Kolomojs'kyj e Hennadij Boholjubov, la giornalista Svitlana Krijukova, l’ex consigliere dell’Ufficio del Presidente Oleksij Arestovyč e l’imprenditore Kostjantyn Ževaho.
Organizzazioni internazionali per i diritti umani, tra cui Amnesty International, hanno espresso critiche simili, affermando che vi è un “uso sistematico delle sanzioni come strumento di persecuzione politica”.

## Consiglio di difesa

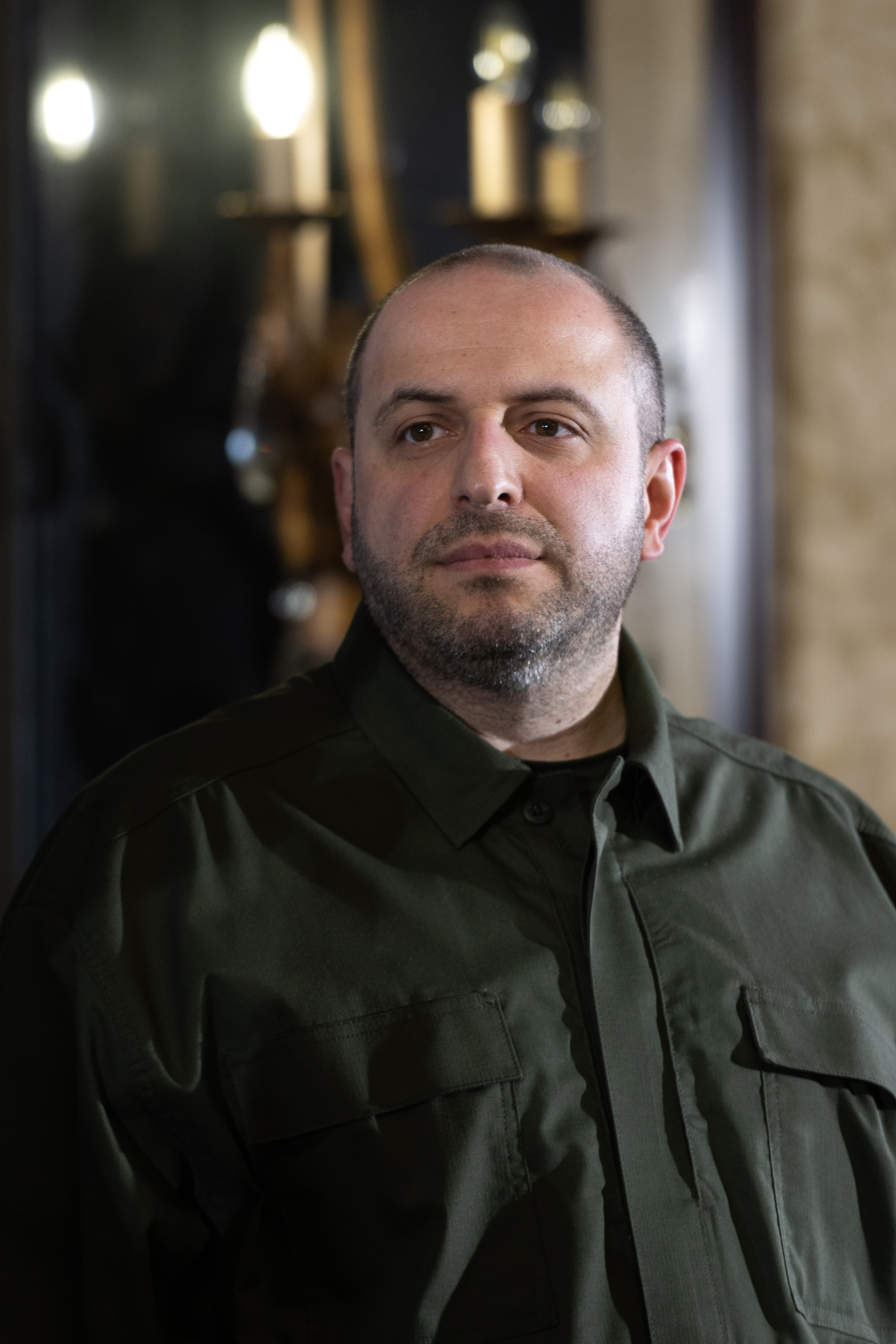
Umjerov, segretario del Consiglio in carica

Il "Consiglio di difesa" è stato creato l’11 ottobre 1991 tramite disposizione del Consiglio supremo dell'Ucraina. Il Consiglio di difesa è stato definito come il più alto organo collegiale statale in materia di difesa e sicurezza dell'Ucraina con i seguenti obiettivi:
- proteggere la sovranità;
- difendere l’ordine costituzionale;
- difendere l'integrità territoriale e l'inviolabilità della Repubblica;
- sviluppo di strategie e miglioramento continuo della politica in materia di difesa e sicurezza dello Stato;
- valutazione scientifica completa della natura della minaccia militare;
- determinazione della posizione verso la guerra moderna;
- controllo efficace sull'esecuzione dei compiti dello Stato e delle sue istituzioni mantenendo le capacità di difesa dell'Ucraina al livello di sufficienza della difesa.

Il 23 gennaio 1992 il presidente dell'Ucraina nominò Myroslav Vitovs'kyj segretario del Consiglio di difesa, carica che Vitovs'kyj mantenne fino al 30 novembre 1995.

### Composizione iniziale
Alla sua istituzione il Consiglio era composto come segue:
- segretario del Consiglio;
- presidente del Consiglio supremo dell'Ucraina;
- primo ministro dell'Ucraina;
- capo della commissione del Consiglio supremo dell'Ucraina sulle questioni di difesa e sicurezza dello stato dell'Ucraina;
- ministro di Stato per questioni di difesa, sicurezza nazionale e situazioni di emergenza in Ucraina;
- ministro di Stato sulle questioni relative al complesso della difesa e alla conversione dell'Ucraina;
- ministro della difesa dell'Ucraina;
- ministro degli affari esteri dell'Ucraina;
- direttore del Servizio di sicurezza dell'Ucraina (SBU);
- comandante delle truppe di confine dell'Ucraina;
- comandante della Guardia Nazionale dell'Ucraina;
- capo di stato maggiore della Protezione civile dell'Ucraina.

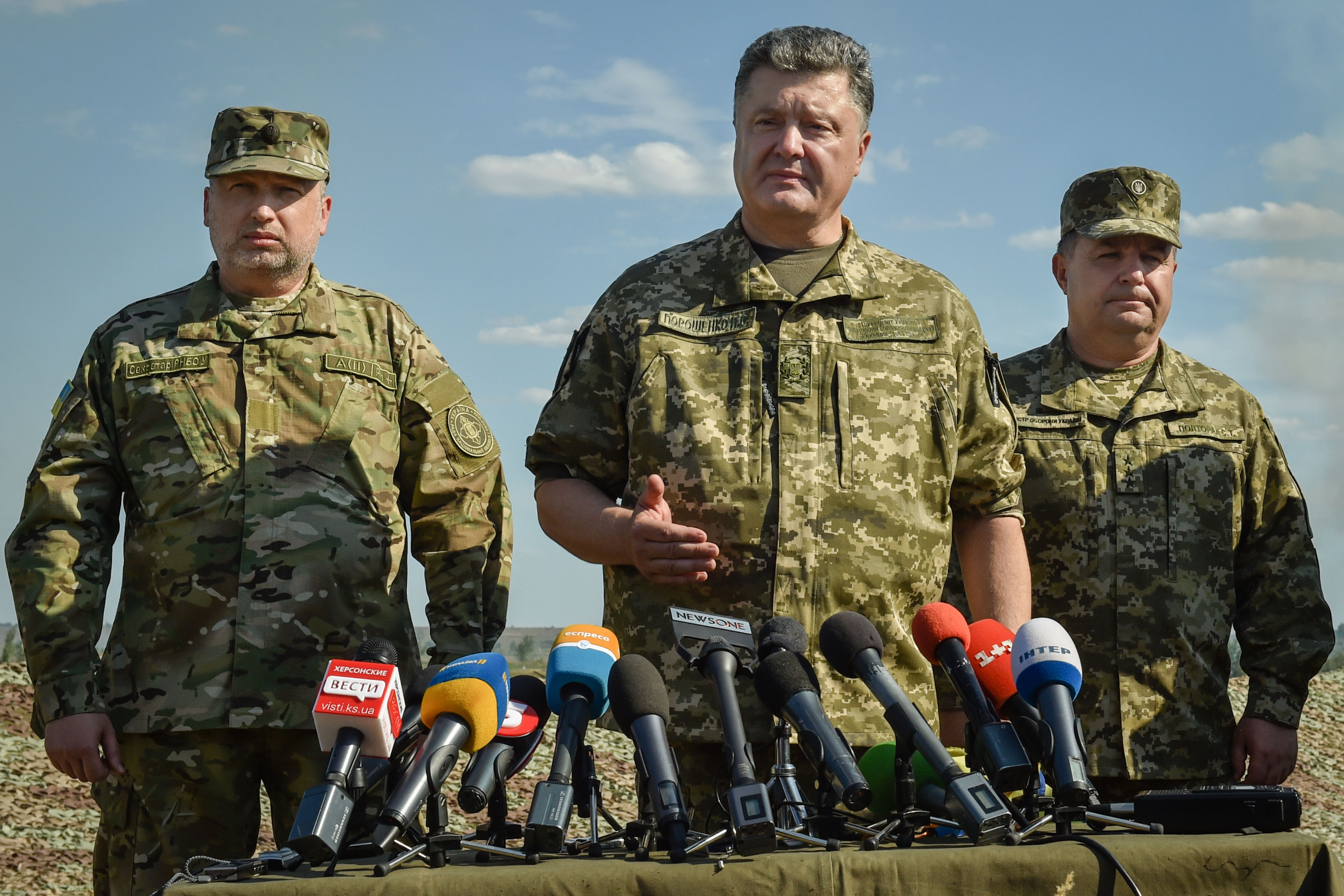
Oleksandr Turčynov, Petro Porošenko e Stepan Poltorak

Dopo l'istituzione e le elezioni del Presidente dell'Ucraina la composizione del Consiglio è stata riformata il 9 aprile 1992 da una disposizione della Verkhovna Rada (il parlamento dell'Ucraina) e attualmente è composta nel modo seguente:
- segretario del Consiglio
- presidente dell'Ucraina;
- presidente della Verkhovna Rada dell'Ucraina
- primo ministro dell'Ucraina;
- primo vicepresidente del Consiglio supremo dell'Ucraina;
- ministro degli affari esteri dell'Ucraina;
- ministro della difesa dell'Ucraina;
- ministro degli affari interni dell'Ucraina;
- ministro della costruzione di macchine, del complesso militare-industriale e della conversione dell'Ucraina;
- capo del Servizio di sicurezza dell'Ucraina (SBU);
- comandante della Guardia nazionale dell'Ucraina;
- comandante del Servizio di guardia alla frontiera dell'Ucraina.